# Sthenias grisator
Sthenias grisator là một loài bọ cánh cứng trong họ Cerambycidae.

## Hình ảnh

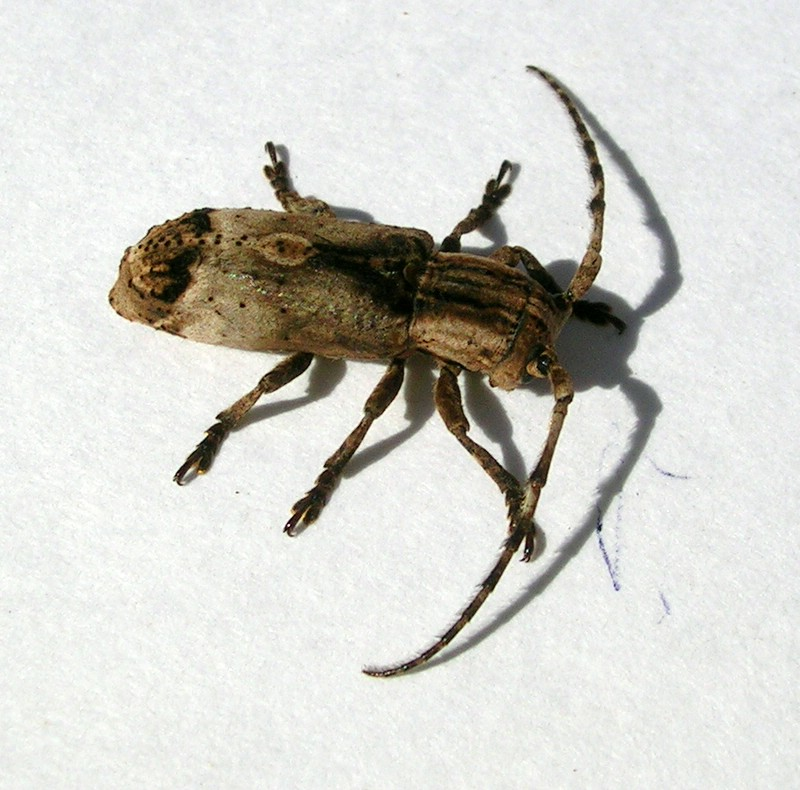
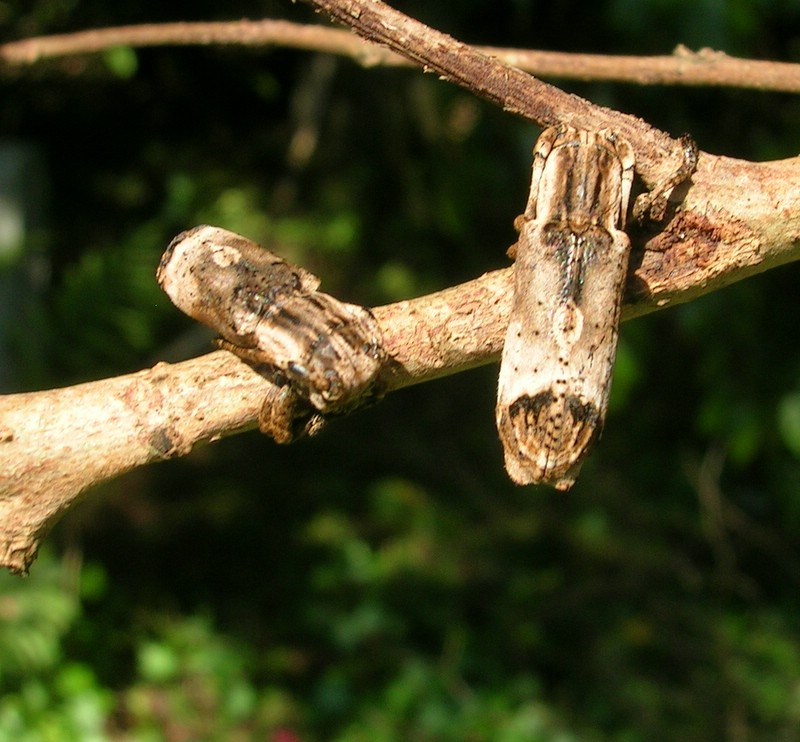